# Phymaturus cacivioi
Espèce
Phymaturus cacivioi est une espèce de sauriens de la famille des Liolaemidae.

## Répartition
Cette espèce est endémique de la province de Río Negro en Argentine.

## Description
Les 19 spécimens adultes observés lors de la description originale mesurent entre 78,9 mm et 98,7 mm.

## Étymologie
Cette espèce est nommée en l'honneur de Pedro Matías Cacivio.

## Publication originale
- Lobo & Nenda, 2015 : Discovery of two new species of Phymaturus (Iguania: Liolaemidae) from Patagonia, Argentina, and occurrence of melanism in the patagonicus group. Cuadernos de Herpetología, vol. 29, no 1, p. 5-25.